# Anaptyxis
Anaptyxis (/a'naptʏksis/) betecknar inom historisk lingvistik en ljudförändring, som innebär att det i ett ord uppstår en (vanligen obetonad) vokal mellan två konsonanter. Ett exempel är utvecklingen av fornsvenskans sokn till nusvenskans socken: här har <e> inskjutits mellan <k> och <n>. 
Förändringen i exemplet kan schematiskt beskrivas på följande sätt, om vi låter V representerar vokalfonem och K konsonantfonem: KVKK > KVKVK. Anaptyxis bryter upp konsonantkluster och har som effekt att ordformer ändras i riktning mot strukturen konsonant-vokal (KV). Det tycks finnas en universell preferens för den här strukturen.
Språkforskare studerar ljudförändringar ur två olika perspektiv: som syntagmatiska eller paradigmatiska förändringar. Det syntagmatiska perspektivet omfattar ljudförändringar i uttalet av specifika ord eller grupper av sinsemellan liknande ord. Begreppet anaptyxis används för att beskriva en sådan, syntagmatisk förändring. Ur det paradigmatiska perspektivet granskas i stället konsekvenserna av anaptyktiska och andra förändringar för ett helt språks fonologiska system.
Många ljudförändringar berör förändringar av enskilda segment, till exempel assimilation eller dissimilation av vokaler och konsonanter. Anaptyxis hör till en annan typ av förändring, en där antalet segment eller segmentens ordning påverkas snarare än deras beskaffenhet. Den här typen av förändringar kallas fullsegment-processer (engelska whole-segment process).

## Terminologi
Anaptyxis är en typ av epentes, men det förekommer också att ordet epentes istället används som en synonym för anaptyxis. Andra synonymer är svarabhakti och vokalepentes.
Ordet anaptyxis är ett lån av grekiska ἀνάπτυξις, vilket betyder 'utveckling', 'utvikning' eller 'uppvikning'. Svarabhakti är ett lån från sanskrit, där ordet betyder 'vokalsärskiljning' och är en sammansättning av svára, 'vokal' och bhaktí, 'särskiljande'.
Den inskjutna vokalen kallas inskottsvokal, stödvokal, svarabhaktivokal, hjälpvokal, anaptyktisk (/anap'tʏktisk/) eller parasitär vokal.

## Indelning
Nedanstående tabell innehåller exempel på anaptyxis från flera olika språk. Anaptyxis kan vara sporadisk eller regelbunden och uppstå genom ljudförändringar vid arv eller anpassning av lånord.

### Sporadisk anaptyxis
Uttalet athelete i några engelska dialekter är ett exempel på sporadisk anaptyxis. Uttalet har uppstått genom en ljudförändring av athlete långt efter det att ordet lånats in till engelskan. Andra liknande exempel är fillum och Engaland.

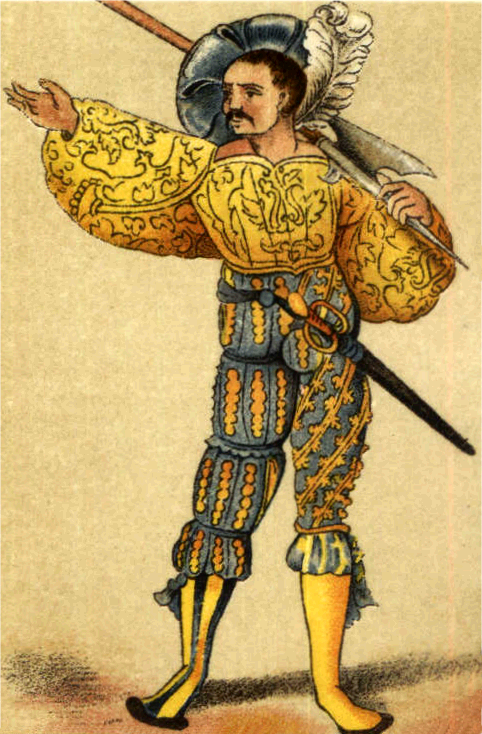
Landsknekten var en till fots kämpande legosoldat under 1400- och 1500-talen. Det tyska ordet Landsknecht lånades in i franskan, och förändrades genom anaptyxis till lansquenet.

Det franska ordet lansquenet är ytterligare ett exempel på sporadisk anaptyxis, men här tillkom inskottsvokalen i stället när ordet lånades in från tyskans Landsknecht.

### Regelbunden anaptyxis
Finskans östliga dialekter tillhandahåller ett exempel på regelbunden anaptyxis som uppkommit vid arv. Talare av de här dialekterna skjuter efter den första stavelsen (som är betonad) in en kort återgivning av föregående vokal mellan konsonanter i konsonantkluster som börjar på l eller r. Två exempel är kolome (< kolme, 'tre') och nelejä (< neljä, 'fyra').
De turkiska orden vakit och isim är exempel på regelbunden anaptyxis vid anpassning av lånord. Eftersom konsonantkluster i turkiskan inte kan förekomma i slutet av ord, fick orden en inskottsvokal när de lånades in från arabiskans waqt ('tid') och ism ('namn').
| Före        | Efter      | Källspråk          | Målspråk                 | Uppkomst | Betydelse    | Referens |
| ----------- | ---------- | ------------------ | ------------------------ | -------- | ------------ | -------- |
| athlete     | athalete   | engelska           | engelskt talspråk        | arv      | 'idrottsman' | [ 3 ]    |
| England     | Engaland   | engelska           | cockney                  | arv      | 'England'    | [ 3 ]    |
| faclis      | facilis    | förklassiskt latin | klassiskt latin          | arv      | 'enkel'      | [ 6 ]    |
| film        | fillum     | engelska           | engelskt talspråk        | arv      | 'film'       | [ 3 ]    |
| fingr       | finger     | fornsvenska        | nysvenska                | arv      | 'finger'     | [ 12 ]   |
| fughl       | foghel     | fornsvenska        | nysvenska                | arv      | 'fågel'      | [ 13 ]   |
| Henry       | Ennery     | engelska           | cockney                  | arv      | egennamn     | [ 3 ]    |
| ism         | isim       | arabiska           | turkiska                 | lån      | 'namn'       | [ 3 ]    |
| kolme       | kolome     | finska             | östliga finska dialekter | arv      | 'tre'        | [ 7 ]    |
| Landsknecht | lansquenet | tyska              | franska                  | lån      | 'legosoldat' | [ 7 ]    |
| neljä       | nelejä     | finska             | östliga finska dialekter | arv      | 'fyra'       | [ 7 ]    |
| poclum      | poculum    | förklassiskt latin | klassiskt latin          | arv      | 'kopp'       | [ 6 ]    |
| sokn        | socken     | fornsvenska        | nusvenska                | arv      | 'socken'     | [ 2 ]    |
| waqt        | vakit      | arabiska           | turkiska                 | lån      | 'tid'        | [ 3 ]    |

### Fotnoter
1. ↑  Nordisk familjebok, Uggleupplagan, s. 906
2. 1 2  Wessén 1979, s. 420
3. 1 2 3 4 5 6 7 8 9  Trask 2007, s. 83
4. ↑  Trask 2007, s. 65
5. ↑  Trask 2007, s. 81
6. 1 2 3 4  Trask 2000, s. 21
7. 1 2 3 4 5 6 7  Campbel 2004, s. 36
8. ↑  Oxford English Dictionary, s.v. svarabhakti
9. ↑  Svenska Akademiens ordbok: SVARABHAKTI (tryckår 1998)
10. ↑  Wessén 1955, s. 45
11. ↑  Nordisk familjebok, Uggleupplagan, s. 906
12. ↑  Wessén 1979, s. 112. Svenska Akademiens ordbok anger dock i artikeln FINGER (1924) finger som fornsvensk form. Enligt Oxford English Dictionary var den fornnordiska formen fingr.
13. ↑  Svenska Akademiens ordbok: FÅGEL (tryckår 1926)

### Webbkällor
- ”Nordisk familjebok”. Uggleupplagan. Projekt Runeberg. https://runeberg.org/nf. Läst 19 oktober 2011.
- ”Oxford English Dictionary”. Oxford University Press (kräver lösenord). http://www.oed.com. Läst 19 oktober 2011.
- ”Svenska Akademiens ordbok” (webbupplaga). Svenska Akademien. https://www.saob.se/. Läst 16 april 2019.